# Franz Beckenbauer
Franz Beckenbauer (11. září 1945, Mnichov – 7. ledna 2024, Salcburk) byl německý fotbalista, trenér a manažer, přezdívaný „der Kaiser Franz“ („císař Franz“) díky svému skvělému hernímu stylu, svým vůdcovským schopnostem a dominanci na hřišti. Byl dvojnásobným držitelem Zlatého míče pro nejlepšího evropského fotbalistu (1972, 1976). V letech 1966, 1968, 1974, 1976 získal v Německu ocenění Fotbalista roku. Pelé jej roku 2004 zařadil jako prvního Němce z deseti do svého seznamu 125 nejlepších žijících fotbalistů.

## Fotbalová kariéra

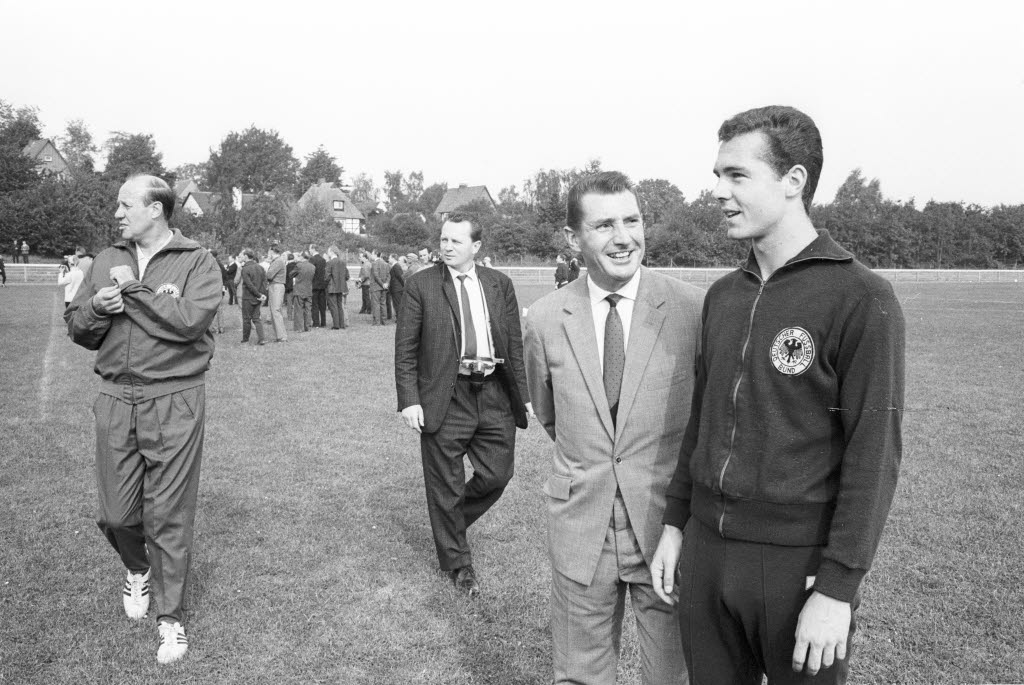
Beckenbauer (vpravo) a Fritz Walter, zcela vlevo Helmut Schön, Malente (1965)

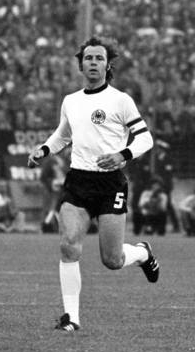
Beckenbauer na MS 1974

Narodil se v Mnichově-Giesingu do rodiny Franze Beckenbauera (1905–1977) a Antonie, rozené Hupfaufové (1913–2006). Fotbal začal hrát v SC Mnichov 06. Ve čtrnácti letech přišel do juniorského týmu Bayernu Mnichov. Za amatéry Bayernu debutoval v červnu 1964 v Regionalliga Süd a v roce 1965 se dostal do Bundesligy. Poprvé si zahrál za národní tým v září 1965 a na prvním mistrovství světa si zahrál o rok později. Bayern brzy začal být silným klubem v nové německé lize, v sezóně 1966-67 vyhrál německý pohár a úspěchu dosáhl také v Poháru vítězů pohárů v roce 1967. V sezóně 1968/69 se jeho kapitánem stal Beckenbauer a hned přivedl svůj klub k prvnímu ligovému titulu. V této době zkoušel post libera, na kterém začal hrát novým způsobem, a stal se tak asi největším představitelem útočné hry stoperů.
V roce 1971 se stal kapitánem národního týmu. Následujícího roku vyhrálo Západní Německo Mistrovství Evropy, když ve finále porazilo výběr Sovětského svazu 3:0. Mistrovství světa 1974 se uskutečnilo v Západním Německu a Beckenbauer přivedl svůj tým k vítězství, když porazil favorizované Nizozemsko, které mělo v sestavě Johana Cruijffa. Také v Bayernu byl Beckenbauer úspěšný, klub vyhrál v letech 1972–1974 tři ligové ročníky za sebou, a také udivující hattrick tří po sobě jdoucích vítězství Poháru mistrů (1974–1976).
V roce 1976 prohrálo Západní Německo ve finále Mistrovství Evropy s Československem a roku 1977 Beckenbauer přijal lukrativní nabídku, aby hrál v North American Soccer League za tým New York Cosmos. Za tento klub hrál až do roku 1981, za dobu jeho působení vyhrál klub třikrát Soccer Bowl. S fotbalem skončil roku 1984 po působení v Hamburger SV a poslední sezóně v Cosmos. Beckenbauer nastoupil v Bundeslize ke 424 zápasům a nastřílel 44 gólů, v reprezentaci odehrál 103 zápasů a vstřelil 14 gólů.
Po svém návratu do Německa přijal místo trenéra národního týmu jako náhrada za nevýrazného Juppa Derwalla a hned v roce 1986 se s tímto nepřesvědčivým týmem dostal do finále s Argentinou, které však prohrál. V roce 1990 vedl poslední západoněmecký tým před sjednocením na mistrovství světa a vyhrál ho, když ve finále porazil Argentinu. Stal se tak spolu s Mariem Zagallem, a Didierem Deschampsem jedním z pouhých tří lidí, kterým se podařilo vyhrát Mistrovství světa jako hráči i jako trenérovi.
Beckenbauer roku 1990 přijal místo v Olympique Marseille, ale hned následující rok odešel. V roce 1992 se vrátil do Bayernu a v roce 1994 se stal jeho prezidentem. Roku 1998 se stal viceprezidentem Německého fotbalového svazu (DFB).
Beckenbauer je považován za jednoho z nejlepších hráčů všech dob. V roce 2004 byl zvolen druhým nejlepším evropským fotbalistou za posledních 50 let.
Na Mistrovství světa ve fotbale 1966, 1970 a 1974 odehrál 18 zápasů a vstřelil 5 branek.